# Station Vrouwkensvaart

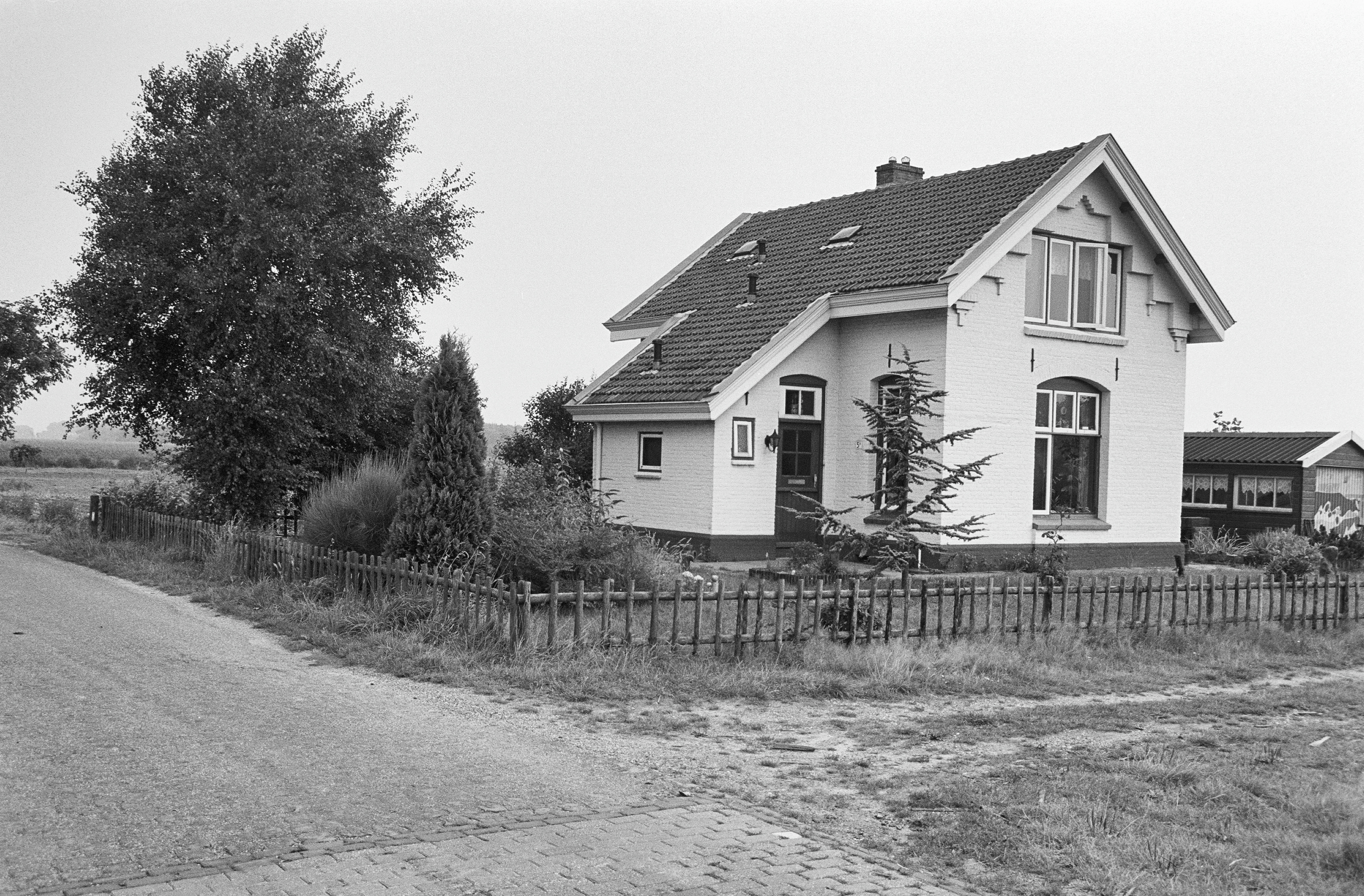
Stationsgebouw

Vrouwkensvaart (Vr) is een stopplaats aan de voormalige Halvezolenlijn tussen Lage Zwaluwe via Waalwijk naar 's-Hertogenbosch.
Stopplaats Vrouwkensvaart was geopend van 1 november 1886 tot 9 juli 1919. Het stationsgebouw bestaat nog steeds en dient nu als woonhuis.
Hoewel stopplaats Vrouwensvaart tot 4 oktober 1925 in het spoorboekje stond, stopten er al sinds 1919 geen treinen meer.